# Canzone (metrica)
La canzone (dal latino cantione[m]) è un genere metrico formato da un numero variabile di strofe dette stanze, di solito 5, 6 o 7, più eventualmente una stanza più piccola, detta congedo/commiato, in cui il poeta si rivolge direttamente al lettore o al componimento stesso.

## Struttura metrica
Ciascuna strofa di una canzone è divisa in due parti, una detta fronte divisa in piedi con un numero identico di versi e con uguale disposizione di versi (lo schema ritmico, invece, può variare); l'altra, chiamata  coda o sirma (termine derivante dal greco σύρμα, "strascico"), talvolta anche sìrima, può rimanere indivisa oppure può dividersi in due parti chiamate volte, cioè periodi metrici strutturalmente identici, come nel caso dei piedi. Fronte e sirma sono di solito uniti da un verso chiamato chiave o concatenatio (dal latino "collegamento"). Alla fine della canzone, può trovarsi un congedo, che consiste in una strofa più breve con una struttura metrica ripresa dalla sirma, o da parte di essa, e che ha lo scopo di specificare il significato o fine della canzone.
Generalmente i versi che compongono la canzone sono endecasillabi misti a settenari e le rime di regola sono disposte in modo che la chiave (o il primo verso della sirma, chiamato anche diesi), faccia rima con l'ultimo verso della fronte.
La cansó era considerata dagli antichi  occitani il genere lirico per eccellenza, infatti i trovatori di lingua d'oc, che erano abituati a comporre insieme le parole e la musica, ritenevano inscindibile l'unità di vers e son, cioè di parola e di melodia, essendo abituati ad imparare in modo rigoroso sia a comporre in versi sia a comporre in musica.
Già a partire dalla Scuola siciliana e in seguito nel Dolce Stil Novo, che si rifà alla tradizione provenzale, nel sistema dei generi romanzi la canzone è il metro per eccellenza e lo stesso Dante Alighieri, nel De vulgari eloquentia, colloca fra i generi metrici la canzone al primo posto.
Le forme di canzone che costituiscono senza dubbio un modello duraturo nella tradizione italiana sono quelle di Dante e soprattutto di Petrarca, ma nell'evoluzione della canzone esistono altre due varietà di canzone: la canzone pindarica e la canzone libera.
La canzone pindarica, a imitazione dell'ode pindarica, ha le sue origini nel Cinquecento ed è costituita di strofe, antistrofe ed epodo come dal modello greco, dove le strofe e le antistrofe sono collegate da rime uguali e hanno lo stesso numero di versi con prevalenza, di solito, dei settenari sugli endecasillabi, mentre l'epodo, che ha rime diverse, è, in genere, più breve.
La canzone libera risale ad Alessandro Guidi, che compose canzoni con strofe indivise e schema molto variabile sia per il numero dei versi, sia per la struttura della strofa, conosciute con il nome di "canzoni a selva" (endecasillabi e settenari). Da questa base parte Giacomo Leopardi, che più di ogni altro esprime questa libertà di composizione, per cui si parla di canzone leopardiana, pur non dimenticando le forme della canzone petrarchesca.